# M 550
M 550 war ein Minensuchboot der Kaiserlichen Marine, das ursprünglich die Bezeichnung M 50 trug und ab 1938 von der Kriegsmarine als Räumbootbegleitschiff Brommy eingesetzt wurde. Das Boot wurde am 15. Juni 1944 bei einem alliierten Fliegerangriff westlich von Boulogne-sur-Mer vernichtet.

## Geschichte

### Reichsmarine
Nach dem Ende des Ersten Weltkriegs wurde M 50, ein Boot des Typs Minensuchboot 1915, bis zum 4. August 1920 zum Räumen von Seeminen eingesetzt und dann außer Dienst gestellt. Bereits am 15. August erfolgte eine Reaktivierung, diesmal als Führerboot der 8. Minensuch-Halbflottille. Am 28. September 1921 erfolgte eine neue Außerdienststellung.
Eine erneute Indienststellung erfolgte erst wieder nach zwölf Jahren am 2. Oktober 1933 in der 2. Minensuch-Hilfsflottille.

### Kriegsmarine
Kurzfristig war M 50 in der 1. Geleitflottille in Dienst, wurde aber am 1. April 1936 erneut außer Dienst gestellt.
Mit der Bildung der Räumbootflottillen entstand in der Kriegsmarine ein Mangel an Tendern und Begleitschiffen. Daher wurden M 50 und einige Boote der Klasse Minensuchboot 1916 zu Räumbootbegleitschiffen umgebaut. Dabei wurden die Boote der Klasse 1916 durch eine Verlängerung von etwa 2 Metern auch baulich verändert. Durch eine Verfügung des Oberkommandos der Kriegsmarine vom 26. November 1937 wurde die Verwendung des Namens Brommy angeordnet, zur Ehrung des Befehlshabers der ersten deutschen Reichsflotte, Konteradmiral Karl Rudolf Brommy (1804–1860).
Bis September 1938 diente die Brommy in der 1. R-Flottille, anschließend in der 2. R-Flottille. In dieser Zeit wurde sie in der Nordsee, vor der niederländischen Küste und schließlich im Ärmelkanal eingesetzt.
Anfang November 1940 erfolgte die Umbenennung in M 550.
In der Nacht vom 15. zum 16. Juni 1944 wurde M 550 westlich von Boulogne-sur-Mer durch einen Luftangriff der RAF vernichtet. 297 Lancaster, Halifax und Mosquitos flogen einen schweren Angriff auf den Hafen von Boulogne. Dabei wurden auch die beiden R-Boot-Begleitschiffe M 507 und Von der Lippe, sechs Minenräumboote, drei Minensucher, zwei Vorpostenboote, zwei Artilleriefährprähme, drei Schlepper und fünf Hafenschutzboote versenkt und drei Minenräumboote schwer beschädigt.

## Tradition
Der Traditionsname Brommy wurde ab 1959 von der Schulfregatte Brommy der Bundesmarine weitergeführt.